# Rudy Schneider
Rudy Schneider (* 7. Oktober 2000 in Port-au-Prince, Haiti) ist ein deutscher Volleyball- und Beachvolleyballspieler.

## Karriere

### Hallen-Volleyball
Schneider kam durch seinen Vater Raimund zum Volleyball. Er spielte zunächst in Borken, bevor er zum TuB Bocholt wechselte, mit dem er in der Saison 2017/18 in der Zweiten Bundesliga spielte. Mit einem Doppelspielrecht trainierte er in derselben Saison auch beim Bundesligisten SWD Powervolleys Düren und stand ein paar Mal im Kader. Für die Saison 2018/19 wurde er dann von den Dürenern fest verpflichtet. Allerdings kam es im Dezember 2018 bereits zur Trennung, weil Schneider sich mehr auf Beachvolleyball konzentrieren wollte. 2019/20 spielte er beim niederländischen Meister Orion Doetinchem. Seit 2020 spielt er wieder beim TuB Bocholt in der 2. Bundesliga.

### Beachvolleyball
Schneiders Talent wurde 2015 bei einem Beach-Camp in Antalya entdeckt und der damals 14-Jährige kam gleich in die Nachwuchsförderung des Deutschen Volleyball-Verbands. Er spielte mit wechselnden Partnern diverse Nachwuchsturniere, wobei er 2016 mehrere Top-Ten-Ergebnisse schaffte. 2017 wurde er mit Vincent Freytag deutscher Vizemeister der U20 und gewann mit Benedikt Sagstetter die deutsche U18-Meisterschaft in Haltern am See. Bei der U18-Europameisterschaft in Kasan erreichte er mit Julian Lorentz den sechsten Rang. 2018 und 2019 spielte er auf der Techniker Beach Tour. 2018 wurde er mit Benedikt Sagstetter deutscher U19-Meister. 2019 erreichte er mit Filip John den neunten Platz bei der U21-Weltmeisterschaft in Udon Thani. Anschließend wurde er mit Benedikt Sagstetter Vize-Europameister beim U20-Turnier in Göteborg. Über die Comdirect Beach Tour 2020 qualifizierte sich Schneider mit Moritz Klein für die deutsche Meisterschaft, bei der sie Platz fünf erreichten. Ende September 2020 gewann Schneider mit dem Berliner Mio Wüst bei der U22-Europameisterschaft im türkischen Izmir die Bronzemedaille.
2021 belegte Schneider an der Seite von Lukas Pfretzschner bei der U22-Europameisterschaft im österreichischen Baden Platz neun. Mit Clemens Wickler gewann Schneider die ersten beiden Ersatzturniere der German Beach Tour 2021 in Düsseldorf und holte sich so die ersten Turniersiege auf höchster nationaler Ebene. Anfang September erreichte er mit Nils Ehlers bei der deutschen Meisterschaft den neunten Platz.